# D語言
D語言是一种程式語言，具备多範型，例如物件導向、指令式。由沃尔特·布莱特和安德烈·亞歷山德雷斯庫所開發，起源自C++，深受C++的影響，然而其不是C++的变种，而是重新设计来自C++的部分特性，并受到其它程式語言觀念的影響，如Java、C♯以及Eiffel。2007年1月2日釋出1.0穩定版本。2007年1月17日釋出2.0版本。
Walter Bright本身是Symantec C++編譯器的作者，另一名作者安德烈·亞歷山德雷斯庫是Facebook的研究科学家，他与一个团队用D语言重写一些Facebook的重要操作。

## 特性
D的設計來自實際的C++用法的經驗教訓，而不是從理論的角度。D沿用了很多C/C++觀念，同時摒弃了一些概念，因此D並不完全相容C/C++代码。D实现了C++的功能，实现了契約式設計（design by contract）、單元測試、真正的模組性、自動化記憶體管理（垃圾回收）、頭等数组（first class array）、关联数组、动态数组、数组切片、嵌套函数（巢狀函式）、內部類別、閉包的限制形式、匿名函式、編譯時期函式執行、惰性計算以及革新的模板語法。D保有C++的性能以進行低階程式設計，並加入完整的內聯組譯器支援。C++的多重繼承改以Java 單繼承與介面混合的風格取代。D的宣告、語句和表達式語法幾乎和C++一樣。
內聯組譯器（inline assembler）象徵了D和Java、C#等應用程式語言的不同。內聯組譯器讓程式員輸入機器特定的組合語言碼，如同標準D代碼—通常由系統程式員使用的技術，以存取處理器的低階功能，直接以硬體下的界面執行程式，如作業系統以及驅動程式。
D內建支援文件註解，不過目前為止，只有Digital Mars實作版本有提供文件產生器。

### 程式設計範型
D支援五種主要的程式設計泛型—指令式、物件導向以及元程式設計、函数式和并发（演员模型）。

#### 指令式
指令式程式設計幾乎和C一樣。函式、資料、語句、宣告以及表達式的運作就如同C一般，且可直接存取C執行時期程式庫。

#### 物件導向
在D裡面的物件導向程式設計，是以單繼承分層結構，配合所有類別衍伸自類別物件為基礎。多重繼承可使用界面（界面很像C++的抽象類別）。

#### 元程式設計
以模板組合、編譯時期函式執行、多元組以及字串混合來支援元程式設計。

### 記憶體管理
記憶體通常以垃圾回收管理，不過當這些物件超出作用域時，可立即結束指定的物件。還是可以使用重載運算子new和delete，以及簡單的直接呼叫C的malloc函数和free函数以進行顯示的記憶體管理。垃圾回收可禁用個別的物件或事件，以健全整個程式，如果在記憶體管理上有更多的控制，則更為理想。當垃圾回收在程式中有所不足時，手冊還提供許多如何實作不同的高度最佳化記憶體管理方案的範例。

### 與其它系統的相互作用
支援C的應用程式二進制介面（ABI），以及C的基本和衍伸型態，就能直接存取現有的C代碼以及程式庫。C的標準函式庫也是D標準的一部分。除非你使用非常清楚的命名空間，它可以稍微散亂的存取，因為它散佈遍及於D模組—不過純粹的D標準函式庫也通常夠用，除非要與C代碼接合。
並未完整支援C++的ABI，儘管D可以存取寫給C ABI的C++代碼，且可存取C++COM（元件物件模型）代碼。D語法分析器了解外部（C++）呼叫約定，以連結C++物件，不過它只實作在D 2.0。

## D 2.0
D 2.0，D 新一代版本，D2.0与D1.0是不兼容的，类似Python2和Python3的区别。目前D2已经稳定下来。其中一部分特性包括支援強制常數正確性（const-correctness），以及有限的支援連結以 C++ 編寫的代碼。

## 实现
目前D直接編譯成原生碼以高效執行。
D语言1.x版本已稳定，不再功能变更或扩展，2.0版本是其正式版本，不完全相容舊版本的語言和編譯器。官方編譯器由Walter Bright定義語言本身。
- DMD編譯器（页面存档备份，存于）：Digital Mars D編譯器，由Walter Bright編寫的官方D編譯器。編譯器前端的授權許可为Artistic License和GNU GPL兩者；前端的原始碼連同編譯器執行碼一起發佈。編譯器的後端則是私有的。
- GDC（页面存档备份，存于）：D 1.0編譯器，以DMD編譯器前端，以及GCC後端所組成。
- LDC（页面存档备份，存于）：D 2.0編譯器，以DMD編譯器前端，以及LLVM後端所組成。LDC的官方版本已不支持D1.0，但其分支版本依然支持D1.0[4]。

## 問題和爭議

### 運算子重載
D運算子重載在一定程度上不如C++強大。簡單的例子是opIndex，它不允許返回引用。這使像是obj[i] = 5;的賦值不可能存在。D的解決方法是opIndexAssign運算子，它只用於這種特殊情況。此外，C++返回參考的方法允許返回型態的重載賦值運算子的用法。這在目前的D還不可能做到。D 2.0將會引入opIndexLvalue修正 - 類似運算子重載和opIndexAssign。

### 低功的結構
結構在D之中是一種樸素舊式資料的型態，不過也可像變數一樣包含方法。這對有意輕量化的建構而言相當實用，如矩陣或向量，這些不需要完整的D類別功能（以及體積）。然而，D結構沒有建構子和解構子。建構子可用靜態opCall運算子部分取代，不過它沒有適合的解構子等價物。此外，結構不允許繼承，這會是有益的設計，如詭異循環模板模式（curiously recurring template pattern）的使用。

### 標準函式庫中缺乏功能
D的標準函式庫稱作Phobos（页面存档备份，存于），且時常被認為過分簡單。tango（页面存档备份，存于）專案編寫另一個標準函式庫試圖修正這一部分，不過phobos和tango目前由於不同的物件類別實作（導致垃圾回收困難）而互不相容。存在兩種事實上的標準函式庫可能導致更大的問題，部分軟體使用phobos，而其它軟體使用tango。

### 缺乏明確的目標
D經常限於「修正並改進的C++」。這會導致過分強調功能，這起因於加入新功能只是因為他們認為有用。舉個例子，

### 未完成對共享／動態函式庫的
Unix的ELF共享函式庫使用GDC編譯器支援到某個程度。在Windows系統中，目前還不支援DLL。因此現階段不可能編寫插件。不像C++，經由C函式傳送的D物件將不能運作，因為這將會與垃圾回收器產生衝突。

## 範例

### 範例1
這個範例程式會輸出它自己的命令列參數。main函式是D程式的進入點，args是表示為字串陣列的命令列參數。在D語言裡的字串是一個字元陣列，以char[]表示。新版本中定義string為char[]的別名，不過別名定義必須與舊版本相容。
```
import
 
std
.
stdio
;
       
// 以使用writefln()

alias
 
char
[]
 
string
;
    
// 以相容舊的編譯器；新的編譯器中已隱含定義

int
 
main
(
string
[]
 
args
)

{

    
foreach
(
i
,
 
a
;
 
args
)

        
writefln
(
"args[%d] = '%s'"
,
 
i
,
 
a
);

    
return
 
0
;

}

```

foreach語法可迭代所有的集合，在本例中，它從args陣列生成索引（i）和值（a）的序列。索引i和值a的型態會從args陣列的型態推斷。

### 範例2
本例使用關聯陣列建立更複雜的資料結構。
```
import
 
std
.
stdio
;
       
// 以使用writefln()

alias
 
char
[]
 
string
;
    
// 以相容舊的編譯器；新的編譯器中已隱含定義

int
 
main
(
string
[]
 
args
)

{

    
// 宣告以字串鍵和字串陣列作為資料的關聯陣列

    
string
[]
 
[
string
]
 
container
;

    
// 將人們加入到容器中，並讓他們攜帶一些項目

    
container
[
"Anya"
]
 
~=
 
"scarf"
;

    
container
[
"Dimitri"
]
 
~=
 
"tickets"
;

    
container
[
"Anya"
]
 
~=
 
"puppy"
;

    
// 迭代容器中所有的人

    
//Iterate over all the persons in the container

    
foreach
 
(
string
 
person
,
 
string
[]
 
items
;
 
container
)

        
display_item_count
(
person
,
 
items
);

    
return
 
0
;
//完成

}

void
 
display_item_count
(
string
 
person
,
 
string
[]
 
items
)

{

    
writefln
(
person
,
 
" is carrying "
,
 
items
.
length
,
 
" items."
);

}

```

### 範例3
本例繁多的註解顯示出D語言與C++ 的不同之處，以及仍然保留的方面。
```
#
!/
usr
/
bin
/
dmd
 
-
run

/* 支援sh風格的script語法！*/

/* D語言的Hello World

 * 進行編譯：

 *   dmd hello.d

 * 或進行最佳化：

 *   dmd -O -inline -release hello.d

 * 或產生文件：

 *   dmd hello.d -D

 */

import
 
std
.
stdio
;
       
// 參照常用的I/O例行工作。

alias
 
char
[]
 
string
;
    
// 以相容舊的編譯器；新的編譯器中已隱含定義

int
 
main
(
string
[]
 
args
)

{

    
// 'writefln' (寫入-格式化-行，Write-Formatted-Line)即型態安全的「printf」

    
writefln
(
"Hello World, "
             
// 自動連結的字串文字

             
"Reloaded"
);

    
// 字串即字元的動態陣列「char[]」，別名為「string」

    
// 自動的型態推斷，以及內建的foreach

    
foreach
(
argc
,
 
argv
;
 
args
)

    
{

        
auto
 
cl
 
=
 
new
 
CmdLin
(
argc
,
 
argv
);
                       
// 支援OOP

	
writefln
(
cl
.
argnum
,
 
cl
.
suffix
,
 
" arg: %s"
,
 
cl
.
argv
);
    
// 使用者定義的類別屬性。

	
delete
 
cl
;
 	              
// 垃圾回收或顯示的記憶體管理——由你自己選擇

    
}

    
// 巢狀結構、類別和函式

    
struct
 
specs

    
{

        
// 所有的變數會在執行時期自動初始化為0

        
int
 
count
,
 
allocated
;

 	
// 不過你可選擇避開陣列的初始化

        
int
[
10000
]
 
bigarray
 
=
 
void
;

    
}

    
specs
 
argspecs
(
string
[]
 
args
)

    
// 可選用的（內建）函式契約。

    
in

    
{

        
assert
(
args
.
length
 
>
 
0
);
                   
// 內建assert

    
}

    
out
(
result
)

    
{

        
assert
(
result
.
count
 
==
 
CmdLin
.
total
);

        
assert
(
result
.
allocated
 
>
 
0
);

    
}

    
body

    
{

        
specs
*
 
s
 
=
 
new
 
specs
;

        
// 不需要「->」

        
s
.
count
 
=
 
args
.
length
;
  
// 「length」屬性是元素的數量。

        
s
.
allocated
 
=
 
typeof
(
args
).
sizeof
;
 
// 原生型態內建的屬性

 	
foreach
(
arg
;
 
args
)

 	    
s
.
allocated
 
+=
 
arg
.
length
 
*
 
typeof
(
arg
[
0
]).
sizeof
;

 	
return
 
*
s
;

    
}

    
// 內建字串和普通的字串操作，例如「~」是連結。

    
string
 
argcmsg
 
=
 
"argc = %d"
;

    
string
 
allocmsg
 
=
 
"allocated = %d"
;

    
writefln
(
argcmsg
 
~
 
", "
 
~
 
allocmsg
,

	    
argspecs
(
args
).
count
,
argspecs
(
args
).
allocated
);

    
return
 
0
;

}

 

/**

 * 儲存單獨命令列參數

 */

class
 
CmdLin

{

    
private

    
{

        
int
 
_argc
;

        
string
 
_argv
;

        
static
 
uint
 
_totalc
;

    
}

 

    
public
:

        
/**

         * 物件的建構子。

         * 參數：

         *   argc = 參數的序列計數。

         *   argv = 參數內文。

         */

        
this
(
int
 
argc
,
 
string
 
argv
)

        
{

            
_argc
 
=
 
argc
 
+
 
1
;

            
_argv
 
=
 
argv
;

            
_totalc
++;

        
}

        
~
this
()
 
// 物件的解構子

        
{

            
// 本例中不做任何事。

        
}

        
int
 
argnum
()
 
// 屬性，可返回參數數目

        
{

            
return
 
_argc
;

        
}

        
string
 
argv
()
 
// 屬性，可返回參數內文

        
{

            
return
 
_argv
;

        
}

        
wstring
 
suffix
()
 
// 屬性，可返回序數後綴

        
{

            
wstring
 
suffix
;
 
// 內建Unicode字串（UTF-8，UTF-16，UTF-32）

            
switch
(
_argc
)

            
{

                
case
 
1
:

                    
suffix
 
=
 
"st"
;

                    
break
;

                
case
 
2
:

                    
suffix
 
=
 
"nd"
;

                    
break
;

                
case
 
3
:

                    
suffix
 
=
 
"rd"
;

                    
break
;

                
default
:
  
// 'default' is mandatory with "-w" compile switch.

                    
suffix
 
=
 
"th"
;

            
}

            
return
 
suffix
;

        
}

        
/**

          * 靜態屬性，如同在C++ 或Java中，

          * 適用於類別物件，而不是實體。

          * 返回：己加入的命令列參數總數。

          */

        
static
 
typeof
(
_totalc
)
 
total
()

        
{

            
return
 
_totalc
;

        
}

        
// 類別不變量，任何方法在執行之後，這些必須為真。

        
invariant
 
()

        
{

            
assert
(
_argc
 
>
 
0
);

            
assert
(
_totalc
 
>=
 
_argc
);

        
}

}

```

### 範例4
本例顯示出一部分D語言強大的編譯時期特性。
```
/*

 * D語言裡的模板比C++ 的要更加強大。

 * 在此可以看到使用static if（D的編譯時期條件建構）簡單的建構出階乘模板。

 */

template
 
Factorial
(
ulong
 
n
)

{

    
static
 
if
(
 
n
 
<=
 
1
 
)

        
const
 
Factorial
 
=
 
1
;

    
else

        
const
 
Factorial
 
=
 
n
 
*
 
Factorial
!(
n
-
1
);

}

/*

 * 這裡有一個正規的函式，可完成同樣的計算。

 * 注意它們有多麼的相似。

 */

ulong
 
factorial
(
ulong
 
n
)

{

    
if
(
 
n
 
<=
 
1
 
)

        
return
 
1
;

    
else

        
return
 
n
 
*
 
factorial
(
n
-
1
);

}

/*

 * 終於，我們可以計算我們的階乘。注意，我們不需要去

 * 明確的指定我們的常數的型態：編譯器有足夠的智能為

 * 我們填充空白，因為它早已知道賦值中右手邊的型態。

 */

const
 
fact_7
 
=
 
Factorial
!(
7
);

/*

 * 這是編譯時期函式評估的範例：普通函式可用於常數、

 * 編譯時期表達式，假若它們滿足一定的條件。

 */

const
 
fact_9
 
=
 
factorial
(
9
);

/*在此我們可以看到多麼強大的D我們使用 

 * std.metastrings.Format模板完成型態安全的printf 

 * 資料格式化，並使用message pragma顯示計算結果。

 */

import
 
std
.
metastrings
;

pragma
(
msg
,
 
Format
!(
"7! = %s"
,
 
fact_7
));

pragma
(
msg
,
 
Format
!(
"9! = %s"
,
 
fact_9
));

/*

 * 完成任務後，我們可以強制停止編譯。這樣的程式需是

 * 從未實際編譯成可執行檔！

 */

static
 
assert
(
false
,
 
"My work here is done."
);

```

## 外部連結
- Digital Mars: D程式語言（页面存档备份，存于）（官方網站）
- 中的“D”
- DSource，D語言的開放原始碼社群。（页面存档备份，存于）
- Dprogramming.com，視窗化程式庫DFL的首頁。（页面存档备份，存于）
- Wiki4D，「D語言的維基頁」（页面存档备份，存于）
- gdc（页面存档备份，存于），GCC的D語言前端
- 電腦語言評測遊戲
- D文件的維基頁
- D語言特性列表（页面存档备份，存于）
- Walter Bright介紹D語言的影片（页面存档备份，存于）
- Ddbg - Win32 D除錯器
- DWin - D語言庫
- DLogo - D語言按鈕，廣告欄（页面存档备份，存于）
- SciTE4D - D語言編輯器*D語言中國社區，　D語言入門，D語言GUI介紹等（页面存档备份，存于）
- D語言中文討論區
- D Programming Language簡介
- D語言教學 （页面存档备份，存于）